# Piotr Bieliński (archeolog)
Piotr Bieliński (ur. 19 sierpnia 1948 w Bernie) – polski archeolog śródziemnomorski, profesor nauk humanistycznych, specjalizuje się w archeologii starożytnego Bliskiego Wschodu. Jego zainteresowania badawcze obejmują sztukę – zwłaszcza gliptykę – i architekturę Mezopotamii, Syro-Palestyny, Anatolii i Półwyspu Arabskiego od epoki miedzi po epokę brązu. Kierował kilkunastoma polskimi ekspedycjami archeologicznymi na Bliskim Wschodzie.

## Życiorys
Jest synem Haliny Bielińskiej i Włodzimierza Haupego. Jego dziadkiem od strony matki był Edmund Krüger.

### Kariera naukowa
W latach 1967–1972 studiował archeologię w Katedrze Archeologii Śródziemnomorskiej Uniwersytetu Warszawskiego pod kierunkiem prof. Kazimierza Michałowskiego, zaś od 1969 do 1972 także w Katedrze Archeologii Polskiej i Powszechnej UW. W 1978 na tej samej uczelni uzyskał stopień doktora na podstawie pracy na temat architektury mieszkalnej w Syro-Palestynie w środkowym i późnym okresie epoki brązu. Stopień doktora habilitowanego uzyskał w 1991 w oparciu o rozprawę „'Ubaid Północny' – Mezopotamia pomiędzy Dijalą a Haburem w latach 4800–4000 p.n.e.”

## Stanowiska i funkcje
Od 1972 jest związany zawodowo z Uniwersytetem Warszawskim, gdzie w 1994 otrzymał stanowisko profesora uczelni w Zakładzie Archeologii Bliskiego Wschodu Instytutu Archeologii UW. W 2012 uzyskał tytuł profesora zwyczajnego. W latach 1993–1998 piastował funkcję prodziekana, zaś od 1999 do 2005 – dziekana Wydziału Historycznego UW. W latach 2005–2013 był dyrektorem Centrum Archeologii Śródziemnomorskiej Uniwersytetu Warszawskiego, zaś od 2014 stoi na czele Rady Naukowej CAŚ UW.
Bieliński jest aktywny w środowisku naukowym polskich archeologów śródziemnomorskich, jako członek Komitetu Nauk Pra- i Protohistorycznych PAN (od 2003, także członek prezydium) oraz Komitetu Nauk o Kulturze Antycznej PAN (2003–2011). Zasiadał też w Radzie Naukowej Zakładu Archeologii Śródziemnomorskiej PAN (2000–2010), (od 2010 Instytutu Kultur Śródziemnomorskich i Orientalnych PAN), a także został powołany do Rady Powierniczej Muzeum Narodowego w Warszawie w kadencji 2013–2018. Należy też do Towarzystwa Naukowego Warszawskiego (od 2013) oraz do Komisji Archeologii Krajów Śródziemnomorskich Polskiej Akademii Umiejętności (od 2016). W latach 2003–2014 zasiadał w International Coordinating Committee for the Safeguarding of Iraqi Cultural Heritage utworzonego w ramach UNESCO. Jest członkiem Polskiego Komitetu ds. UNESCO.  

## Wykopaliska
W latach 1974–1983 Bieliński uczestniczył w badaniach archeologicznych na Bliskim Wschodzie prowadzonych przez Centrum Archeologii Śródziemnomorskiej UW. Jako członek ekspedycji pracował w Palmyrze (Syria), Tell Saadija (Irak) oraz na wyspie Bidżan (Irak). Począwszy od 1984 zaczął kierować badaniami wykopaliskowymi CAŚ UW na kolejnych stanowiskach w tym regionie: na Tell Ridżim i Tell Raffaan (Irak), Tell Abu Hafur, Tell Dżassa, Tell Rad Szakra i Tell Arbid (Syria). W 2007, stając z ramienia CAŚ UW na czele Kuwejcko-Polskiej Misji Archeologicznej, rozpoczął pierwsze polskie badania archeologiczne w regionie Półwyspu Arabskiego, w których zakres wchodziły wykopaliska w północnym Kuwejcie (rejon Al-Subijah oraz stanowisko Bahra 1), a także podprojekty na wyspie Fajlaka. W 2015 rozszerzył prace CAŚ UW na Półwyspie Arabskim rozpoczynając projekt badawczy w Dolinie Qumayrah. W latach 2016–2017 kierował też polską ekspedycją na stanowisku Saruq al-Hadid w Dubaju (Z.E.A.). 

## Najważniejsze publikacje
- Bieliński, P. (2018). Bahrah 1: eight years of excavations of an Ubaid culture-related settlement in the al-Sabiyyah desert (Kuwait). Proceedings of the Seminar for Arabian Studies, 48, 22–30.
- Bieliński, P. (2017). The architecture of Bahra 1, an Ubaid culture-related settlement in Kuwait. Ash-Sharq, 1(1), 104–111.
- Bieliński, P., Białowarczuk, M., Reiche, A., Smogorzewska, A., & Szymczak, A. (2016). Bahra 1. Excavations in 2014 and 2015. Preliminary report on the sixth and seventh seasons of Kuwaiti-Polish archaeological investigations. Kuwait–Warsaw: National Council for Culture, Arts and Letters of the State of Kuwait; PCMA UW.
- Bieliński, P., Białowarczuk, M., Kiersnowski, H., Piątkowska-Małecka, J., Reiche, A., Smogorzewska, A., & Szymczak, A. (2015). Bahra 1. Excavations in 2013: Preliminary report on the fifth season of Kuwaiti-Polish archaeological explorations. Kuwait–Warsaw: National Council for Culture, Arts and Letters of the State of Kuwait; PCMA UW.
- Bieliński, P. (2013). Four Assyrian cylinder seals from Polish excavations in Northern Iraq. Études et Travaux, 26, 129–134.
- Bieliński, P. (2013). Preliminary results of the fifteenth field season of joint Polish–Syrian explorations on Tell Arbid (2010). Polish Archaeology in the Mediterranean, 22, 351–370.
- Bieliński, P. (2012). A lead “Ishtar” type figurine from Tell Djassa el Gharbi. In P. Quenet & M. Al-Maqdissi (Eds.), “L’heure immobile” entre ciel et terre : mélanges en l’honneur d’Antoine Souleiman (pp. 5–7). Turnhout: Brepols.
- Bieliński, P. (2009). Some cylinder seal impressions on pottery from Tell Arbid. In O. Drewnowska (Ed.), Here & there across the ancient Near East: Studies in honour of Krystyna Łyczkowska (pp. 5–11). Warsaw: Agade.
- Bieliński, P., & Stępniowski, F. M. (Eds.). (2005). Aux pays d’Allat: mélanges offerts à Michał Gawlikowski. Warszawa: Instytut Archeologii, Uniwersytet Warszawski.
- Bieliński, P. (2003). Ninevite 5 burials at Tell Rijim. In E. Rova & H. Weiss (Eds.), The origins of north Mesopotamian civilization: Ninevite 5 chronology, economy, society (pp. 493–511). Turnhout: Brepols.
- Bieliński, P. (2002). A small limestone head from Tell Rad Shaqrah and its distant “cousin” from Tell Brak. In L. Al-Gailani Werr, J. Curtis, H. P. Martin, J. Oates, & J. Reade (Eds.), Of pots and plans: Papers on the archaeology and history of Mesopotamia and Syria presented to David Oates in honour of his 75th birthday (pp. 1–4). London: NABU.
- Bieliński, P. (2000). An Early Iron Age stamp seal from Tell Arbid. In K. M. Ciałowicz & J. A. Ostrowski (Eds.), Les civilisations du bassin Méditerranéen: hommages à Joachim Śliwa (pp. 327–330). Kraków: Instytut Archeologii Uniwersytetu Jagiellońskiego.
- Bieliński, P. (1997). Preliminary report on the first season of Syro-Polish excavations on Tell Arbid. Polish Archaeology in the Mediterranean, 8, 203–211.
- Bieliński, P. (1996). Tell Rad Shaqrah. Excavations 1995. Polish Archaeology in the Mediterranean, 7, 160–170.
- Bieliński, P. (1992). Metrological aspects of Mesopotamian pottery of the 3rd millenium BC. Archaeologia Polona, 30, 53–59.
- Bieliński, P. (1992). The first campaign of excavations on Tell Rad Shaqrah (Hasake Southern Dam Basin). Polish Archaeology in the Mediterranean, 3, 77–85.
- Bieliński, P. (1991). “Ubaid Północny”: Mezopotamia pomiędzy Dijalą a Haburem w latach 4800–4000 p.n.e. [“Northern Ubaid”: Mesopotamia between Dijala and Khabur in the years 4800–4000 BC]. Warsaw: Wydawnictwo Fundacji “Historia pro Futuro.”
- Bieliński, P. (1990). Polish excavations in northeast Syria 1988–1989. Polish Archaeology in the Mediterranean, 1, 17–25.
- Bieliński, P. (1990). Two zoomorphic vessels from Northern Mesopotamia. Études et Travaux, 15, 51–56.
- Bieliński, P. (1987). Les vases en pierre de Tell el-Saadiya et des autres sites obeidiens. In Préhistoire de la Mésopotamie : la Mésopotamie préhistorique et l’exploration récente du djebel Hamrin, Paris, 17–18–19 décembre 1984 (pp. 261–275). Paris: Éditions du Centre national de la recherche scientifique.
- Bieliński, P. (1985). Starożytny Bliski Wschód: od początków gospodarki rolniczej do wprowadzenia pisma. Warszawa: Państwowe Wydawnictwo Naukowe.
- Bieliński, P., & Kozłowski, S. K. (1984). Tell el-Saadiya. A preliminary report on the first season of excavations. Sumer, 40, 103–106.
- Bieliński, P. (1978). Deux cylindres assyriens des fouilles polonaises à Nimrud. Études et Travaux, 10, 63–68.
- Bieliński, P. (1974). A prism-shaped stamp seal in Warsaw and related stamps. Berytus, 23, 53–69.

## Odznaczenia
- Krzyż Oficerski Orderu Odrodzenia Polski (2009)[12]
- Odznaka Bene Merito (2016)[13]